# Fat Man and Little Boy (Los Simpson)
Fat Man and Little Boy, llamado Hombre gordo y niño pequeño en España y El gordo y el niñito en Hispanoamérica, es un episodio perteneciente a la decimosexta temporada de la serie animada Los Simpson, emitido originalmente el 12 de diciembre de 2004. El episodio fue dirigido por Joel H. Cohen y dirigido por Mike B. Anderson. Eric Idle fue la estrella invitada, interpretando a Declan Desmond. En este episodio, Bart decide escribir leyendas en playeras, las cuales son comercializadas por un excéntrico vendedor.

## Sinopsis
Todo comienza con un juego entre Lisa y su amiga de la escuela Janey pero Bart las interrumpe atacándolas con bolitas de papel arrancadas del libro de Lisa. Después de atacar a Lisa con las bolitas mojadas de papel, Bart descubre que tiene un diente flojo, que resulta ser su último diente de leche restante. Luego de unos intentos fallidos por sacárselo, el diente de Bart logra salir cuando Marge forza un cajón de una cómoda. Bart pone su diente bajo la almohada para que el Hada de los Dientes le deje dinero por la mañana, pero solo descubre una nota diciendo que el Hada había hecho una donación a la caridad en su nombre. Pronto se comienza a dar cuenta de que ya no es un niño. Luego de decidir que su infancia había terminado, Bart pone a sus juguetes en un bote pequeño y lo prende fuego, dándole a su niñez un apropiado "funeral vikingo". 
Lisa le dice a Bart que ella escribe cuando se deprime. Bart lo hace, y comienza a escribir cosas en sus camisetas para volverse popular. Cuando Milhouse le pide una, Bart decide entrar en el negocio haciendo camisetas. Su negocio es un éxito, hasta que la policía confisca las playeras porque no tenía licencia para vender. Bart lleva las camisetas a una convención para obtener la licencia, pero su pequeño puesto es destruido por el stand enorme de Krusty el Payaso. Mientras se está yendo, Bart es atropellado por Goose Gladwell, un excéntrico vendedor que vende artículos de broma. Al ver las playeras de Bart, decide venderlas en 20 tiendas situadas en 30 estados. Las camisetas se venden rápido y Goose le da a Bart dinero suficiente para mantener a toda la familia. La estructura familiar es pronto revertida, cuando Homer es despedido por el Sr. Burns, y le pide a su hijo 200 dólares para pagar la cuenta de 100 de una cena en un restaurant (había roto algunos artículos en el baño). 
Mientras está viendo un documental sobre leones de Declan Desmond, Homer decide pasar tiempo con Lisa, ya que pensaba que Bart lo había reemplazado en su rol de proveedor. En la habitación de Lisa, Homer ve su trabajo para la feria de ciencias, que es una historia de la física nuclear y un modelo a escala del primer reactor nuclear. Sin embargo, Martin le muestra su proyecto, un robot del aspecto de un niño. Como Lisa seguramente perdería, Homer decide ayudarla robando plutonio de la Planta Nuclear y construyendo un pequeño reactor, aunque verdadero. Luego de mostrárselo a Lisa, ella queda shockeada y le pide a Marge que le diga a Homer que se deshaga del peligroso artefacto. En la tienda de Goose, Bart se da cuenta de que Goose había vendido los derechos de sus camisetas a la compañía Walt Disney, pero Bart no recibiría un solo centavo. El niño le cuenta todo a su padre, quien se enfurece y va a la tienda de Goose con el reactor. En la tienda, Homer amenaza con hacer detonar el reactor (lo cual destruiría un área de tres estados) si no le daba a Bart lo que se merecía. Goose lo hace, y Homer aprovecha su poder para pedirle también algunos artículos de broma. Bart le agradece a Homer por volver las cosas a la normalidad.